# Millipede

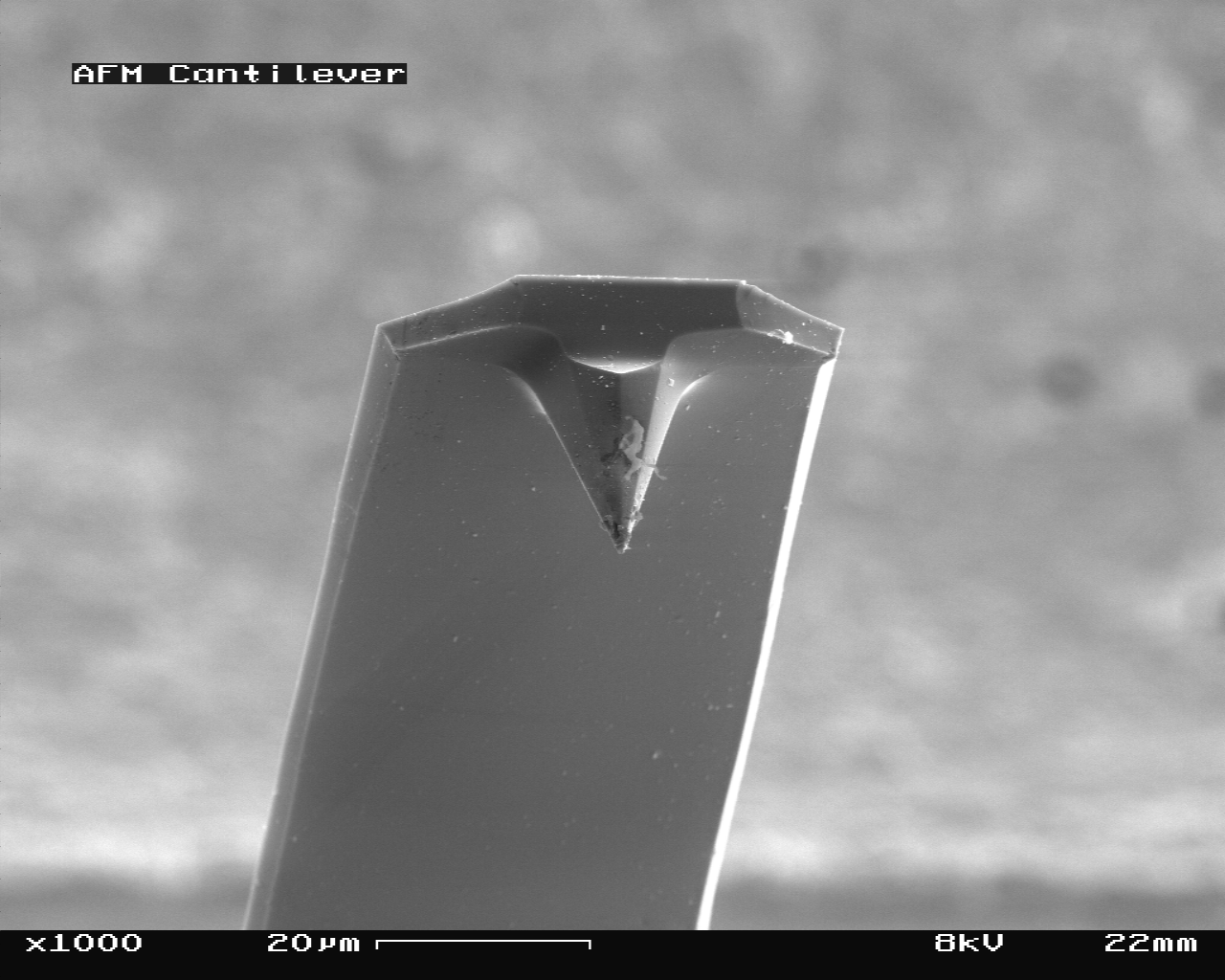
Een hefboom met naaldje van het type dat ook in de Millipede-technologie wordt gebruikt. Door de naald te verhitten wordt het polymeerlaagje zacht en zakt het naaldje erin weg, waardoor een putje ontstaat. Lezen gebeurt bij een lagere temperatuur, zodat de naald het laagje niet doet smelten.

Millipede is een door IBM ontwikkelde technologie om een niet-vluchtig computergeheugen te vervaardigen. De technologie is gebaseerd op een techniek ontwikkeld door de Nobelprijswinnaar Gerd Binnig.
Het geheugen bestaat uit microscopisch kleine putjes die in een dun polymeerlaagje worden gebrand ('geschreven') door verhitte naaldjes en die later door diezelfde naaldjes kunnen worden gelezen. Elk putje vertegenwoordigt 1 bit. Millipede maakt het mogelijk op deze manier een gegevensdichtheid van ongeveer 1 gigabit per vierkante millimeter te bereiken, wat neerkomt op grofweg 25 miljoen boekpagina's opgeslagen op een oppervlakte ter grootte van een postzegel. Het geheugen is overschrijfbaar zoals een cd-rw.
De eerste proefmodellen bestonden uit 3 × 3 mm kleine rasters met daarop 1024 hefboompjes met naaldjes die leken op de pootjes van een duizendpoot, wat de naam van de technologie verklaart (milli betekent duizend, millipede betekent in het Engels miljoenpoot of letterlijk duizendpoot).